# 沈阳音乐学院附属中等音乐学校
沈阳音乐学院附属中等音乐学校，简称沈音附中，1953年建校，坐落在辽宁省沈阳市浑南区沈阳音乐学院桃仙校区，隶属辽宁省教育厅的一所公立学校。

## 历史
1953年，沈阳音乐学院附属中等音乐学校成立。

## 实践活动
沈音附中坚持理论与实践相结合办学，先后组建有以学生为主体的少年交响乐团、少年民族管弦乐团、青少年合唱团、童声合唱团等，经常在国内外开展演出活动。